# Out of Our Idiot
Albums de Elvis Costello
Blood and Chocolate
(1986) Girls Girls Girls
(1986)
Out of Our Idiot est une compilation d'Elvis Costello sortie le 4 décembre 1987 sur le label Demon Records au Royaume-Uni. Elle n'est disponible qu'en import dans le reste du monde. L'album est crédité à « Various Artists » (Artistes divers) plutôt qu'à Costello car les chansons comprenant l'album ont été enregistrées et créditées sous des noms divers comme The Costello Show, Elvis Costello and the Attractions, Elvis Costello and the Confederates, The Coward Brothers, Napoleon Dynamite, The Emotional Toothpaste ou encore The MacManus Gang. Par ailleurs, un certain nombre de collaborateurs y ont contribué, comme Jimmy Cliff, Nick Lowe ou T-Bone Burnett.
Deux versions de l'album existent : une version au format LP de 17 chansons et une version au format CD de 21 chansons. Les pistes 6, 10, 18 et 19 sont absentes de la version vinyle. À part "Little Goody Two Shoes", toutes les chansons de l'album Out of Our Idiot ont été publiées en pistes bonus sur les albums studio quand Rykodisc et Rhino Records ont réédité au format CD les albums de Costello d'avant 1987. Une version alternative de "Little Goody Two Shoes" est incluse en piste bonus sur l'album Imperial Bedroom.

## Liste des pistes

### LP

#### Face A
| No | Titre                        | Auteur                                  | Durée |
| -- | ---------------------------- | --------------------------------------- | ----- |
| 1. | Seven Day Weeekend           | Elvis Costello, Jimmy Cliff             | 2:37  |
| 2. | Turning the Town Red         | Costello                                | 3:20  |
| 3. | Heathen Town                 | Costello                                | 3:06  |
| 4. | The People's Limousine       | Costello, T-Bone Burnett                | 3:38  |
| 5. | So Young                     | Joe Camilleri, Tony Faehse, Jeff Bustin | 3:27  |
| 6. | American Without Tears No. 2 | Declan MacManus                         | 3:34  |
| 7. | Get Yourself Another Fool    | Frank Haywood, Ernest Tucker            | 4:02  |
| 8. | Walking on Thin Ice          | Yoko Ono                                | 3:42  |

#### Face B
| No | Titre                         | Auteur                                     | Durée |
| -- | ----------------------------- | ------------------------------------------ | ----- |
| 1. | Blue Chair                    | MacManus                                   | 3:39  |
| 2. | Baby It's You                 | Burt Bacharach, Hal David, Barney Williams | 3:15  |
| 3. | From Head to Toe              | Smokey Robinson                            | 2:34  |
| 4. | Shoes Without Heels           | MacManus                                   | 4:15  |
| 5. | Baby's Got a Brand New Hairdo | MacManus                                   | 3:21  |
| 6. | The Flirting Kind             | Costello                                   | 2:58  |
| 7. | Black Sails in the Sunset     | Costello                                   | 3:09  |
| 8. | Imperial Bedroom              | Costello                                   | 2:47  |
| 9. | The Stamping Ground           | Costello                                   | 3:10  |

### CD
| No  | Titre                         | Auteur                     | Durée |
| --- | ----------------------------- | -------------------------- | ----- |
| 1.  | Seven Day Weekend             | Costello, Cliff            | 2:37  |
| 2.  | Turning the Town Red          | Costello                   | 3:20  |
| 3.  | Heathen Town                  | Costello                   | 3:06  |
| 4.  | The People's Limousine        | Costello, Burnett          | 3:38  |
| 5.  | So Young                      | Camilleri, Faehse, Bustin  | 3:27  |
| 6.  | Little Goody Two Shoes        | Costello                   | 2:27  |
| 7.  | American Without Tears No. 2  | MacManus                   | 3:34  |
| 8.  | Get Yourself Another Fool     | Haywood, Tucker            | 4:02  |
| 9.  | Walking on Thin Ice           | Ono                        | 3:42  |
| 10. | Withered and Died             | Costello                   | 3:13  |
| 11. | Blue Chair                    | MacManus                   | 3:39  |
| 12. | Baby It's You                 | Bacharach, David, Williams | 3:15  |
| 13. | From Head to Toe              | Robinson                   | 2:34  |
| 14. | Shoes Without Heels           | MacManus                   | 4:15  |
| 15. | Baby's Got a Brand New Hairdo | MacManus                   | 3:21  |
| 16. | The Flirting Kind             | Costello                   | 2:58  |
| 17. | Black Sails in the Sunset     | Costello                   | 3:09  |
| 18. | A Town Called Big Nothing     | Costello                   | 5:44  |
| 19. | Big Sister                    | Costello                   | 2:16  |
| 20. | Imperial Bedroom              | Costello                   | 2:47  |
| 21. | The Stamping Ground           | Costello                   | 3:10  |

## Personnel

### Elvis Costello (solo)
- ("American Without Tears No. 2", "Blue Chair", "Baby It's You")
  - Elvis Costello - guitare, chant
  - Nick Lowe - guitare basse, chant (sur "Baby It's You")
  - T-Bone Burnett - guitare rythmique (sur "Blue Chair")
  - Tom "T-Bone" Wolk - guitare basse (sur "Blue Chair")
  - Steve Nieve – claviers (sur "Blue Chair")
  - Mickey Curry - batterie (sur "Blue Chair")

### The Coward Brothers
- ("The People's Limousine")
  - Elvis Costello - guitare solo, chant (sous le pseudonyme "Howard Coward")
  - T-Bone Burnett - guitare rythmique, chant (sous le pseudonyme "Henry Coward")
  - David Miner - guitare basse
  - Ron Tutt - batterie

### Elvis Costello and the Attractions
- ("Seven Day Weekend", "Turning the Town Red", "Heathen Town", "So Young", "Get Yourself Another Fool", "Walking on Thin Ice", "From Head to Toe", "The Flirting Kind", "Black Sails in the Sunset")
  - Elvis Costello – guitare, chant
  - Steve Nieve – claviers
  - Bruce Thomas – guitare basse
  - Pete Thomas – batterie
  - Jimmy Cliff - chant (sur "Seven Day Weekend")
  - TKO Horns - cuivres (sur "Walking on Thin Ice")

### Elvis Costello and the Confederates
- ("Shoes Without Heels")
  - Elvis Costello – guitare, chant
  - James Burton - guitare
  - Jerry Scheff - guitare basse
  - Ron Tutt - batterie

### The Costello Show, featuring the Attractions
- ("Baby's Got a Brand New Hairdo")

### Napoleon Dynamite and the Royal Guard
- ("Imperial Bedroom")
  - Elvis Costello – guitare, chant
  - Gary Barnacle - saxophone ténor & baryton
  - Annie Whitehead - trombone

### The Emotional Toothpaste
- ("The Stamping Ground")
  - Elvis Costello – guitare, chant